# Roger Rees
Roger Rees (5. května 1944 Aberystwyth, Velká Británie – 10. července 2015 New York, USA) byl velšský herec.
Narodil se ve městě Aberystwyth na západě Walesu jako syn policisty a prodavačky. Studoval na londýnských školách Camberwell College of Arts a Slade School of Fine Art. Svou hereckou kariéru zahájil v divadelní společnosti Royal Shakespeare Company. Během sedmdesátých let začal hrát v televizních filmech a seriálech, později hrál také v řadě celovečerních filmů. Hrál například ve snímcích Stůj, nebo maminka vystřelí! (1992) a Sen noci svatojánské (1999). Řadu let žil ve Spojených státech amerických, kde v roce 1989 získal státní občanství. Po dobu 33 let žil s dramatikem Rickem Elicem, se kterým se v roce 2011 oženil. V říjnu 2014 mu byla diagnostikována rakovina mozku, později absolvoval chemoterapii. V červenci 2015 v New Yorku nemoci podlehl.